# Popboks
Popboks (2004-2013) je bio veb-magazin na srpskom jeziku posvećen različitim oblastima popularne kulture, pre svega muzici. Po mnogim ocenama, Popboks je u to vreme bio najznačajni domaći portal koji se bavi popularnom kulturom, smatrajući da je nezavisan, da u svojim tekstovima izražava „otvoren kritički stav“, i da se od nekih tematski sličnih domaćih medija izdvaja "poštovanjem profesionalne etike"..
Počeo je sa radom decembra 2004. godine na nasleđu časopisa „Džuboks“ (1974-1985) i „Ritam“ (1989-1995) i sadrži kompletne digitalizovane arhive ova dva magazina. Prestao je sa radom 25. avgusta 2013. godine. Postojeći tekstovi Popboksa su arhivirani i dostupni na staroj adresi.
Popboks je svakodnevno objavljivao muzičke, filmske i vesti iz ostalih srodnih područja, recenzije albuma, filmova, stripova i knjiga; izveštaje sa koncertnih, DJ i sličnih događaja, intervjue, tematske eseje i analize...
Posebna rubrika na Popboksu je bila „Scena“ na kojoj su mladi domaći bendovi objavljivali prve snimke. Popboks je nekima od njih u okviru serijala „SCENA Uživo!“ organizovao prve veće koncerte u Beogradu.
Ovaj portal je učestvovao u uređivanju CD kompilacije „Jutro će promeniti sve – nova srpska scena“.
Osnivač Popboksa je nekadašni kritičar "Džuboksa" Predrag Popović, a izdavač Društvo ljubitelja popularne kulture iz Beograda. Glavni i odgovorni urednik od 2004. do 2010. je bio Goran Tarlać, potom Nebojša Marić, a u poslednjim godinama rada Aleksandar Pavlić.
Časopis PC Press je u svojoj tradicionalnoj godišnjoj listi 50 najboljih srpskih sajtova Popboks nekoliko puta proglašavao najboljim ili jednim od najboljih sajtova u domenu zabave ili kulture.
Redakcija je 25. avgusta 2013. objavila kako sajt tog dana prestaje sa radom. U saopštenju povodom arhiviraja sajta pisalo je: "Nakon gotovo devet godina postojanja, 17.600 objavljenih vesti i 4.570 autorskih tekstova, Popboks danas prestaje sa radom... Razlozi su različiti: od sužavanja i deprofesionalizacije domaće popkulturne scene koja je bila predmet našeg interesovanja, preko neatraktivnosti ovakvih poduhvata za reklamno tržište, do seobe online čitalaca na socijalne mreže".

## Spoljašnje veze
- Popboks Архивирано на веб-сајту  (16. мај 2008)
- Pres konferencija povodom početka rada sajta, Dom omladine Beograda, januar 2005.[мртва веза]
- Popboks otišao u istoriju, članak u Politici, 27.08.2013.